# Stemwede
Stemwede là một đô thị ở huyện Minden-Lübbecke, bang Nordrhein-Westfalen, nước Đức. Đô thị Stemwede có diện tích 165,29 km².

## Địa lý
Stemwede có cự ly khoảng 20 km về phía tây bắc của Lübbecke.

### Các khu vực dân cư
Đô thị Stemwede được chia thành 3 khu vực:
| - District Levern - Levern - Sundern - Niedermehnen - Destel - Twiehausen | - District Dielingen - Drohne - Dielingen - Haldem - Arrenkamp | - District Wehdem - Westrup - Wehdem - Oppendorf - Oppenwehe |